# Diócesis de San Francisco
La diócesis de San Francisco (en latín: Dioecesis Franciscopolitana) es una circunscripción eclesiástica de la Iglesia católica en Argentina. Se trata de una diócesis latina, sufragánea de la arquidiócesis de Córdoba. Desde el 31 de mayo de 2013 su obispo es Sergio Osvaldo Buenanueva.

## Territorio y organización

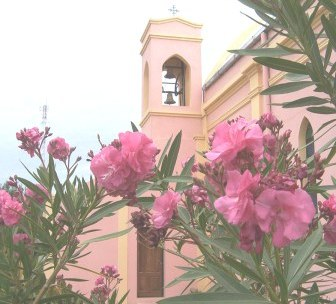
Capilla de El Fortín

La diócesis tiene 19 611 km² y extiende su jurisdicción sobre los fieles católicos de rito latino residentes en la provincia de Córdoba en el departamento de San Justo, así como la pedanía de Castaño en el departamento Río Primero y una parte del departamento Río Segundo.
La sede de la diócesis se encuentra en la ciudad de San Francisco, en donde se halla la Catedral de San Francisco de Asís.
En 2020 en la diócesis existían 30 parroquias agrupadas en cuatro decanatos:
Decanato San Francisco de Asís
- Cristo Rey (San Francisco)
- Nuestra Señora de la Consolata (San Francisco)
- Nuestra Señora del Perpetuo Socorro (San Francisco)
- San Carlos Borromeo (San Francisco)
- San Francisco de Asís (San Francisco)
- San José (Devoto)
- San José Obrero (San Francisco)
- Santa Rita (San Francisco)

Decanato San José
- Nuestra Señora del Rosario (Las Varillas)
- San Ignacio de Loyola (Luque)
- San Miguel Arcángel (Alicia)
- San Miguel Arcángel (Sacanta)
- Santa Teresa de Jesús (Calchín)
- Santo Domingo de Guzmán (Saturnino María Laspiur)

Decanato Nuestra Señora de Fátima
- María Auxiliadora (Colonia Vignaud)
- Nuestra Señora de la Asunción (Morteros)
- Nuestra Señora del Rosario (Freyre)
- San Eduardo Rey (Altos de Chipión)
- San Isidro Labrador (Porteña)
- San Juan Bautista (Brinkmann)

Decanato Inmaculada Concepción
- Inmaculada Concepción (Villa Concepción del Tío)
- Nuestra Señora de la Asunción (Marull)
- Nuestra Señora de la Merced (Arroyito)
- Nuestra Señora de la Merced (La Francia)
- Nuestra Señora del Carmen (La Para)
- San Antonio de Padua (Santiago Temple)
- San Bartolomé (Colonia San Bartolomé)
- San José (Balnearia)
- Santa Teresa del Niño Jesús (Miramar)
- Tránsito de Nuestra Señora (Tránsito)

Santuarios
- Inmaculada Concepción, Villa Concepción del Tío
- Sagrado Corazón de Jesús, Colonia Vignaud

## Historia
La diócesis fue erigida el 10 de abril de 1961 con la bula Fit persaepe del papa Juan XXIII, obteniendo el territorio de la arquidiócesis de Córdoba.
El 17 de octubre de 1962, con la carta apostólica A Christi praecone, el papa Juan XXIII proclamó a san Francisco de Asís como patrono principal de la diócesis. Esta decisión fue modificada el 17 de enero de 1985; con la carta apostólica Esse mortales, el papa Juan Pablo II proclamó a la Santísima Virgen María de Fátima patrona principal de la diócesis, y a san Francisco de Asís patrono de la ciudad episcopal.

## Estadísticas
Según el Anuario Pontificio 2021 la diócesis tenía a fines de 2020 un total de 235 100 fieles bautizados.
| Año                                                                             | Población            | Población | Población      | Sacerdotes | Sacerdotes    | Sacerdotes    | Bautizados por sacerdote | Diáconos permanentes | Religiosos | Religiosos | Parroquias |
| Año                                                                             | Bautizados católicos | Total     | % de católicos | Total      | Clero secular | Clero regular | Bautizados por sacerdote | Diáconos permanentes | Varones    | Mujeres    | Parroquias |
| ------------------------------------------------------------------------------- | -------------------- | --------- | -------------- | ---------- | ------------- | ------------- | ------------------------ | -------------------- | ---------- | ---------- | ---------- |
| 1965                                                                            | 165 000              | 170 000   | 97.1           | 50         | 28            | 22            | 3300                     |                      | 31         | 105        | 27         |
| 1970                                                                            | 164 900              | 170 000   | 97.0           | 50         | 25            | 25            | 3298                     |                      | 36         | 82         | 28         |
| 1976                                                                            | 161 500              | 170 000   | 95.0           | 34         | 22            | 12            | 4750                     |                      | 18         | 50         | 28         |
| 1980                                                                            | 202 000              | 206 000   | 98.1           | 30         | 22            | 8             | 6733                     |                      | 17         | 57         | 28         |
| 1990                                                                            | 228 000              | 233 000   | 97.9           | 30         | 20            | 10            | 7600                     | 1                    | 17         | 44         | 29         |
| 1999                                                                            | 262 000              | 268 000   | 97.8           | 34         | 24            | 10            | 7705                     |                      | 17         | 41         | 24         |
| 2000                                                                            | 205 368              | 209 559   | 98.0           | 35         | 24            | 11            | 5867                     |                      | 18         | 34         | 29         |
| 2001                                                                            | 205 368              | 209 559   | 98.0           | 44         | 33            | 11            | 4667                     |                      | 17         | 33         | 29         |
| 2002                                                                            | 205 368              | 209 559   | 98.0           | 39         | 26            | 13            | 5265                     |                      | 19         | 31         | 29         |
| 2003                                                                            | 205 400              | 209 600   | 98.0           | 38         | 26            | 12            | 5405                     |                      | 17         | 31         | 29         |
| 2004                                                                            | 205 820              | 210 000   | 98.0           | 40         | 31            | 9             | 5145                     |                      | 15         | 27         | 30         |
| 2010                                                                            | 213 000              | 218 000   | 97.7           | 38         | 32            | 6             | 5605                     |                      | 11         | 23         | 30         |
| 2014                                                                            | 221 000              | 230 900   | 95.7           | 39         | 32            | 7             | 5666                     |                      | 12         | 21         | 32         |
| 2017                                                                            | 228 180              | 237 990   | 95.9           | 37         | 30            | 7             | 6167                     |                      | 9          | 13         | 30         |
| 2020                                                                            | 235 100              | 245 300   | 95.8           | 30         | 24            | 6             | 7836                     |                      | 8          | 13         | 30         |
| Fuente: Catholic-Hierarchy, que a su vez toma los datos del Anuario Pontificio. |                      |           |                |            |               |               |                          |                      |            |            |            |

## Episcopologio
- Pedro Reginaldo Lira † (12 de junio de 1961-22 de junio de 1965 renunció[nota 1])
- Agustín Adolfo Herrera † (8 de septiembre de 1965-2 de diciembre de 1988 retirado)
- Baldomero Carlos Martini (2 de diciembre de 1988-14 de febrero de 2004 nombrado obispo de San Justo)
- Carlos José Tissera (16 de noviembre de 2004-12 de octubre de 2011 nombrado obispo de Quilmes)
- Sergio Osvaldo Buenanueva, desde el 31 de mayo de 2013